# داريل ستيفنسون
داريل ستيفنسون هو لاعب كرة القدم الكندية كندي، ولد في 8 أكتوبر 1985 في لندن في كندا.